# グラーナ・モンフェッラート
グラーナ・モンフェッラート（イタリア語: Grana Monferrato）は、イタリア共和国ピエモンテ州アスティ県にある、人口約600人の基礎自治体（コムーネ）。
2023年2月17日まではグラーナ（伊: Grana）と呼称されていた。

## 地理

### 位置・広がり

#### 隣接コムーネ
隣接するコムーネは以下の通り。
- カッリアーノ
- カゾルツォ
- カスタニョーレ・モンフェッラート
- グラッツァーノ・バドーリオ
- モンカルヴォ
- モンテマーニョ
- ペナンゴ

#### 地震分類
イタリアの地震リスク階級 (it) では、4 に分類される
。